# Jean Boutière
Jean Boutière (* 1. November 1898 in Mallemort; † 29. Januar 1967) war ein französischer Romanist, Okzitanist und Rumänist.

## Leben und Werk
Boutière besuchte das Gymnasium in Marseille und studierte an den Universitäten Aix-en-Provence und Toulouse. 1920 ging er als Lektor an die Universität Oradea. Er war dann Gymnasiallehrer in Rouen. Er habilitierte sich 1930 bei Mario Roques mit den beiden Thèses La vie et l'oeuvre de Ion Creangă, 1837-1889 (Paris 1930, rumänisch Iași 1976) und Les poésies du troubadour Peire Bremon Ricas Novas (Paris 1930, New York 1971) und wurde an der Sorbonne als Nachfolger von Mario Roques 1937 Leiter der von Roques gegründeten Abteilung für Rumänisch. Er gründete 1948 das Institut für okzitanische Sprache und Literatur (Institut de langue et de littérature d’oc) an der Sorbonne, das er bis zu seinem Tod leitete und aus dem später das Centre d’enseignement et de recherche d’oc (CEROC) hervorging. 
Boutière wurde 1956 als Ritter der Ehrenlegion ausgezeichnet. Ab 1958 war er korrespondierendes Mitglied des Institut d’Estudis Catalans. In Arles wurde eine Straße nach ihm benannt.

## Weitere Werke
- Les poésies du troubadour Albertet, in: Studi medievali 10, 1937 (129 Seiten)
- (Hrsg. mit Alexander Herman Schutz) Biographies des troubadours. Textes provençaux des XIIIe et XIVe siècles, Toulouse/Paris 1950, 1964, 1973
- (Hrsg.) Nouvelles roumaines, Paris 1962
- (Hrsg.) Frédéric Mistral, Les Iles d’or, 2 Bde., Paris 1970
- (Hrsg.) Correspondance de Frédéric Mistral avec Paul Meyer et Gaston Paris, Paris 1978 (postum, betreut von Hedwige Boutière), ISBN 978-2-208-03235-9